# Amica (periodico)
Amica è una rivista mensile di moda fondata nel 1962 a Milano, edita da RCS MediaGroup.

## Storia
Amica è una rivista di moda fondata come settimanale nel 1962 da alcuni giornalisti e da alcune redattrici del Corriere della Sera. Nacque come «rivista di moda e attualità del "Corriere della Sera"». Fu Dino Buzzati, grande inviato del quotidiano milanese, a proporre il nome della testata. La copertina del primo numero (marzo 1962) fu dedicata a Sophia Loren. La nascita di Amica fu uno degli eventi più importanti nella stampa femminile degli anni Sessanta.
Primo direttore fu Enrico Gramigna, seguito da Guglielmo Zucconi (1963-65). Amica nacque in gemellaggio con la rivista francese Elle e in chiara contrapposizione rispetto alla nostrana Grazia, in quanto proponeva un modello di donna molto più moderna.
Il vero "salto" Amica lo fece sotto la direzione di Antonio Alberti. Alla metà degli anni sessanta la rivista raggiunse il traguardo delle 400 000 copie, superato nel 1968 con 500 000. Questo risultato fu ottenuto con la cosiddetta "rivoluzione dei redazionali": mentre gli altri settimanali femminili si ostinavano a presentare alle lettrici del ceto medio le collezioni di alta moda, Amica cominciò a presentare le collezioni del prêt-à-porter. La conseguenza fu che le maisons di questo settore iniziarono a inviare spontaneamente i loro campionari al settimanale, perché vi dedicasse degli articoli, e a incanalare su Amica una parte consistente della propria pubblicità.
Le rubriche di posta delle lettrici erano otto: "La posta dell'anima" di monsignor Ernesto Pisoni, "La posta del cuore" di Mila Contini, "La vita e la legge" di Cesare Rimini, "Il sofà dello psicanalista" della "dottoressa Erik", "I problemi della scuola" di Nicola D'Amico, "La donna che lavora" di Giacomina Lapenna, "L'assistente sociale" di Gisella Passarelli, "I vostri risparmi" di Gianni Cabella. Alcuni di questi argomenti non erano mai stati trattati sistematicamente sulle riviste femminili.
Negli anni settanta la guida del settimanale fu affidata a Paolo Pietroni, che attraversò la stagione del femminismo e delle lotte per l'emancipazione della donna con evidente apertura alle nuove istanze presenti nella società italiana. La lettrice di Amica era individuata come una studentessa o lavoratrice che trascorre la giornata lontano da casa, una donna emancipata che usa la pillola anticoncezionale ed è favorevole al divorzio. Riguardo all'aborto la rivista assunse una decisa posizione favorevole ed in questo senso pubblicò un elenco di donne che si autodenunciavano.
Negli stessi anni nascevano anche nuove rubriche: le Lettere al direttore di argomento sociale, una vera rubrica politica curata dal socialista Gian Franco Venè. Ma la rubrica più famosa di quegli anni fu probabilmente Da donna a donna, tenuta da Anna Del Bo Boffino che rispondeva a domande sulla condizione femminile. La validità dei consigli forniti dalla giornalista milanese era dimostrata dal numero di lettere che riceveva ogni settimana. In quel decennio la tiratura si aggirava intorno alle 400 000 copie.
Negli anni ottanta Pietroni modificò la politica dei redazionali, avendo preso atto del fatto che ormai le case di alta moda stavano dirigendosi esse stesse verso il prêt-à-porter e simmetricamente le lettrici potevano permettersi tali abiti. Perciò Pietroni propose agli stilisti italiani di focalizzarsi su Amica piuttosto che sui mensili specializzati, ma a scarsa diffusione. Nel fare questo Pietroni abbandonò le indicazioni che separavano gli articoli dalla pubblicità. Nel 1982 il settimanale fu soggetto ad un restyling complessivo.
Dal 1983 al 1998 è apparsa su Amica la rubrica Parliamo d'amore, tenuta da Barbara Alberti. Nel 1990 per la prima volta una donna salì alla direzione: Giovanna Mazzetti. Il suo successore fu Fabrizio Sclavi di Vogue Germania. Nel 2002 Amica, che era stato fin dalla sua fondazione un settimanale, cambiò periodicità diventando un mensile. Dal 2011 al 2013, Amica è stata diretta da Cristina Lucchini. Da marzo 2013 a gennaio 2021 Amica è stata diretto da Emanuela Testori. Da febbraio 2021 la direzione di Amica è passata a Danda Santini.

## Direttori
- Enrico Gramigna (marzo 1962 - 1963)[15]
- Guglielmo Zucconi (1963-65)
- Antonio Alberti
- Paolo Pietroni (1974-1979)
- Carla Giagnoni (1979-1982)
- Paolo Pietroni, seconda volta (1982-1988)
- Giorgio Valle (1988-1990)
- Giovanna Mazzetti (1990 - 1998)
- Fabrizio Sclavi (1998 - 2003)
- Maria Laura Rodotà (2003-2004)
- Daniela Bianchini (2004-2011)
- Cristina Lucchini (2011-2013)
- Emanuela Testori (2013- 2021)[16]
- Danda Santini (2021 - febbraio 2023)
- Luisa Simonetto (marzo 2023 - in carica)